# Henning Mortensen
Henning Mortensen (født 12. juli 1939 i Esbjerg, død 3. februar 2025) var en dansk forfatter, der voksede op i Herning og Horsens.
I 10 år var han lærer i Århus og startede senere undergrundsforlaget Jorinde & Joringel.
Henning Mortensen udgav mange romaner samt digte, krimier, hørespil og noveller. I 1966 debuterede han med digtsamlingen Det kan komme over én.
Havside sommer (1993) blev den første i en serie på ti romaner om Horsens-drengen Ib Nielsen og hans families udvikling. Seriens sluttede i 2000 med Raketter.
Han modtog bl.a. Blicherprisen, Herman Bangs Mindelegat, Kritikerprisen og Palle Rosenkrantz Prisen samt forskellige rejse- og arbejdslegater. Han blev tildelt livsvarig ydelse fra Statens Kunstfond.
Henning Mortensen er begravet ved Hundslund Kirke.